# غوانغهان
غوانغهان (بالصينية: 广汉市 )‏ هي مدينة على مستوى مقاطعة، في جمهورية الصين الشعبية، تتبع ديانغ، تبلغ مساحتها 551 كيلومتر مربع، رمزها البريدي هو 618300.

## التقسيمات الإدارية
- Xiangyang, Guanghan [الإنجليزية]‏.

## أعلام
- تشن تشاوشيا
- تاي تشي تاو
- ليو هان
- بانغ تونغ